# Exobasidium aequale
Exobasidium aequale ist eine Pilzart der Familie der Nacktbasidienverwandten (Exobasidiaceae) aus der Ordnung Ustilaginomycotina. Sie ist ein Endoparasit der Heidelbeere (Vaccinium myrtillus). Symptome des Befalls durch den Pilz sind verfärbte Blattoberseiten und vergrößerte Blätter der Wirtspflanzen. Die Art ist Europa und Grönland beheimatet.

## Merkmale

### Makroskopische Merkmale
Exobasidium aequale ist mit bloßem Auge zunächst nicht zu erkennen. Symptome des Befalls sind eine weißgelbliche bis hellrote Verfärbung der Blattoberseiten, vergrößerte Blätter und im Spätstadium auf der Blattunterseite hervortretendes Myzel.

### Mikroskopische Merkmale
Das Myzel von Exobasidium aequale wächst wie bei allen Nacktbasidien interzellulär und bildet Saugfäden, die in das Speichergewebe des Wirtes wachsen. Die zweisporigen, 6–8 × 4–6 µm großen Basidien sind unseptiert. Sie wachsen direkt aus der Wirtsepidermis oder aus Spaltöffnungen. Die variabel geformten Sporen sind hyalin und 15–28 × 6–9 µm groß. Sie besitzen keine Septen. Konidien sind nicht bekannt.

## Verbreitung
Das bekannte Verbreitungsgebiet von Exobasidum aequale umfasst ein europäisches Areal und Grönland.

## Ökologie
Die Wirtspflanze von Exobasidium aequale ist die Heidelbeere (vaccinium myrtillus). Der Pilz ernährt sich von den im Speichergewebe der Pflanzen vorhandenen Nährstoffen, seine Basidien brechen später durch die Blattoberfläche und setzen Sporen frei. Die Sporen keimen zu Keimschläuchen oder Konidien, aus denen sich dann neues Myzel entwickelt.